# Luanshya
Luanshya és una ciutat de Zàmbia, capital del districte del mateix nom, situada a prop de Ndola, a la província de Copperbelt. Segons el cens de l'any 2008 tenia 117.579 habitants. Luanshya compta amb el TVTC (Technical and Vocational Teacher's College).

## Història
La ciutat va ser fundada en els primers anys de la dècada de 1920, després que el prospector i explorador William Collier donés caça a un antílop a la regió, descobrint en el procés mines de coure. El cap descansa sobre avui sobre una roca. La més gran de les mines porta el seu nom: Roseguin Atelope Copper Mines Ltd (Mines de Coure Antílop Ruano Ltd).
La majoria dels ingressos de Luanshya durant gairebé tot el segle XX han vingut del coure. En acabar el segle les mines van créixer en despeses, costava molt més treure el mineral i la quantitat d'aquest era menor. El negoci es va tornar anti-econòmic, provocant una severa recessió a la ciutat, tot i que encara avui existeixen jaciments de coure sota la terra. El futur de la ciutat i la seva regió depèn del cost dels mètodes que s'utilitzin per extreure el mineral.

## Curiositats
- Luanshya és la llar de la Miss Commonwealth Àfrica, en la seva edició de 2006, Emma Chishimba.
- En aquesta ciutat va néixer el cantador de folk rodesià John Edmond.
- En aquesta ciutat va néixer l'escriptora Theresa Lungu.